# Minden
Minden (pronunciación en alemán: /ˈmɪndn̩/ⓘ) es una ciudad del estado federal Renania del Norte-Westfalia (Alemania), se trata de una de las más pobladas de la zona con cerca de 80.000 habitantes y que se ubica en las cercanías del Weser. Es la sede del Distrito de Minden-Lübbecke en la Región de Detmold y cae a 40 km al norte de Bielefeld y 55 km al oeste de Hanóver. La ciudad de Minden forma parte de la Comarca de Minden (Mindener Land) y pertenece a la región Ostwestfalen-Lippe.

## Historia
Los datos acerca del advenimiento de la ciudad se remontan a los asentamientos existentes en el siglo III, posteriormente las crónicas de Carlomagno mencionan por primera vez el nombre de la ciudad como "Minda".
Tras la Paz de Westfalia en 1648, Minden fue anexado a Brandeburgo-Prusia y se mantuvo como territorio prusiano hasta 1947.
Durante la guerra de los Siete Años, el ejército anglo-aliado del Príncipe Fernando de Brunswick derrotó al ejército francés del marqués Louis Georges Érasme de Contades el 1 de agosto de 1759 en las cercanías de la ciudad, en la llamada batalla de Minden.

## Geografía
Minden se ubica a orillas del río Weser en las cercanías de la Porta Westfalica. Con una superficie total de 101,08 km² posee una longitud Norte-Sur de 13,1 km como máximo y 14,1 km en el eje Este-Oeste. El punto más alto de la ciudad es de 180,59 m sobre el mar en la parte de la ciudad denominada Haddenhausen, el punto más bajo con 40,34 m sobre NN cae sobre el barrio de Leteln.
| Deutschlandkarte, Position von Minden |

## Ciudadanos prominentes
- Kader Aggad (* 1938)
- Wilhelm Friedrich Ernst Bach (1759-1845)
- Mario Botta (* 1943)
- René Carol (1920-1978)
- Friedrich Hoffmann (1660-1742)
- Wilhelm Kreis (1873-1955)
- Andreas Mand (* 1959)
- Werner Julius March (1894-1976)